# Windows 93
Windows 93 (thường được cách điệu là Windows93 hay WINDOWS93) là một website được cách điệu để trông và hoạt động như một hệ điều hành, thường được gọi là Web OS và nhái lại dòng Windows 9x. Được phát triển bởi nhạc sĩ và lập trình viên Jankenpopp và Zombectro, Windows 93 có một số ứng dụng web và meme Internet từ cuối những năm 1990 và đầu những năm 2000.

## Lịch sử

### Phiên bản 0
Phiên bản 0 là một bản dựng chứng minh khái niệm ban đầu của Jankenpopp. Phiên bản này có start menu tương tác và các biểu tượng có thể kéo thả được.

### Phiên bản 1
Phiên bản 1 là phiên bản phát hành đầu tiên. Phiên bản này đã thêm nhiều tính năng hơn cho windows và start menu, và giới thiệu một số phần mềm (tổng cộng là 38 phần mềm), bao gồm một trình duyệt web đầy đủ chức năng.

### Phiên bản 2
Được xuất bản vào ngày 10 tháng 6 năm 2017, phiên bản 2 đã thêm ổ đĩa A: cho phép người dùng lưu trữ tệp, chạy JavaScript tùy chỉnh và áp dụng CSS tùy chỉnh từ bộ nhớ cục bộ của trình duyệt. Windows 93 đã giới thiệu thêm một số phần mềm, bao gồm Trollbox, một phần mềm trò chuyện web và Bindowzuchan, một bảng hình ảnh (cả hai đều đã ngừng hoạt động).

### Phiên bản 3
Phiên bản 3 được công bố vào ngày 24 tháng 10 năm 2022.